# セミラミス (小惑星)
セミラミス (584 Semiramis) は小惑星帯に位置する小惑星である。ハイデルベルクでアウグスト・コプフによって発見された。
アッシリア帝国の女王セミラミスにちなんで命名された。